# 珠山駅
珠山駅（チュサンえき）は、大韓民国忠清南道保寧市にかつて存在した韓国鉄道公社長項線の駅である。

## 歴史
- 1931年8月1日：開業[1]。
- 日時不明：廃止。
- 1960年3月11日：再開業[2]。
- 2006年6月23日：廃止[3]。